# 中部地方道路列表
中部地方道路列表是依行政區列出日本中部地方道路的列表。

## 超廣域
- E49磐越自動車道（磐城JCT~新潟中央IC）
- E7日本海東北自動車道（新潟中央JCT~朝日Mahoroba IC、溫海溫泉IC~酒田湊IC、象潟IC~河邊JCT已開通，其他區間建設中）
- E8北陸自動車道（新潟中央JCT~米原JCT）
- E17關越自動車道（練馬IC~長岡JCT）
- E18上信越自動車道（藤岡JCT~上越JCT）
- E19/E20/E68中央自動車道（高井戶IC~大月JCT~小牧JCT、大月JCT~河口湖IC）
- E1東名高速道路（東京IC~小牧IC）
- E1A新東名高速道路（海老名南JCT~伊勢原大山IC、御殿場JCT~豐田東JCT已開通、伊勢原大山IC~御殿場JCT建設中）
- E1名神高速道路（小牧IC~西宮IC）
- E1A伊勢灣岸自動車道（豐田東JCT~四日市JCT）
- E23東名阪自動車道（名古屋西JCT~伊勢關IC）
- E27舞鶴若狹自動車道（吉川JCT~敦賀JCT）
- 國道1號（東京都中央區 - 大阪府大阪市）
- 國道7號（新潟縣新潟市 - 青森縣青森市）
- 國道8號（新潟縣新潟市 - 京都府京都市）
- 國道17號（東京都中央區 - 新潟縣新潟市）
- 國道18號（群馬縣高崎市 - 新潟縣上越市）
- 國道20號（東京都中央區 - 長野縣鹽尻市）
- 國道21號（岐阜縣瑞浪市 - 滋賀縣米原市）
- 國道23號（愛知縣豐橋市 - 三重縣伊勢市）（名四國道）
- 國道27號（福井縣敦賀市 - 京都府船井郡京丹波町）
- 國道42號（靜岡縣濱松市 - 和歌山縣和歌山市）
- 國道49號（福島縣磐城市 - 新潟縣新潟市）
- 國道113號（新潟縣新潟市 - 福島縣相馬市）
- 國道135號（靜岡縣下田市 - 神奈川縣小田原市）
- 國道138號（山梨縣富士吉田市 - 神奈川縣小田原市）
- 國道139號（靜岡縣富士市 - 東京都西多摩郡奧多摩町）
- 國道140號（埼玉縣熊谷市 - 山梨縣南巨摩郡富士川町）
- 國道144號（群馬縣吾妻郡長野原町 - 長野縣上田市）
- 國道146號（群馬縣吾妻郡長野原町 - 長野縣北佐久郡輕井澤町）
- 國道161號（福井縣敦賀市 - 滋賀縣大津市）
- 國道162號（京都府京都市 - 福井縣敦賀市）
- 國道246號（東京都千代田區 - 靜岡縣沼津市）
- 國道252號（新潟縣柏崎市 - 福島縣會津若松市）
- 國道254號（東京都文京區 - 長野縣松本市）
- 國道258號（岐阜縣大垣市 - 三重縣桑名市）
- 國道259號（三重縣鳥羽市 - 愛知縣豐橋市）
- 國道289號（新潟縣新潟市 - 福島縣磐城市）
- 國道291號（群馬縣前橋市 - 新潟縣柏崎市）
- 國道292號（群馬縣吾妻郡長野原町 - 新潟縣妙高市）
- 國道299號（長野縣茅野市 - 埼玉縣入間市）
- 國道303號（岐阜縣岐阜市 - 福井縣三方上中郡若狹町）
- 國道345號（新潟縣新潟市 - 山形縣飽海郡遊佐町）
- 國道352號（新潟縣柏崎市 - 栃木縣河內郡上三川町）
- 國道353號（群馬縣桐生市 - 新潟縣柏崎市）
- 國道365號（石川縣加賀市 - 三重縣四日市市）
- 國道367號（京都府京都市 - 福井縣三方上中郡若狹町）
- 國道405號（群馬縣吾妻郡中之條町 - 新潟縣上越市）
- 國道406號（長野縣大町市 - 群馬縣高崎市）
- 國道411號（東京都八王子市 - 山梨縣甲府市）
- 國道413號（山梨縣富士吉田市 - 神奈川縣相模原市）
- 國道459號（新潟縣新潟市 - 福島縣雙葉郡浪江町）
- 國道462號（長野縣佐久市 - 群馬縣伊勢崎市）
- 國道475號（愛知縣豐田市 - 三重縣四日市市）

## 廣域
- E41東海北陸自動車道（一宮JCT~小矢部礪波JCT）
- E52中部橫斷自動車道（新清水JCT~南部IC、下部溫泉早川IC~雙葉JCT、八千穗高原IC~佐久小諸JCT已開通，南部IC~下部溫泉早川、長坂JCT~八千穗高原IC建設中）
- E67中部縱貫自動車道（中之湯IC~平湯IC、高山IC~飛驒清見IC、白鳥IC~油阪峠出入口、大野IC~福井北IC/JCT已通車。松本JCT~中之湯IC、平湯IC~高山IC、油阪峠出入口~大野IC建設中）
- E41能越自動車道（小矢部礪波JCT~灘浦IC、七尾大泊IC~七尾城山IC、田鶴濱IC~能登里山空港IC已通車，其他區間建設或規劃中。）
- E69三遠南信自動車道（飯田山本IC~飯田上久堅·喬木富田IC、喬木IC~程野IC、佐久間川合IC~東榮IC、鳳來峽IC~濱松引佐JCT已通車。飯田上久堅·喬木富田IC~喬木IC、程野IC~佐久間川合IC、東榮IC~鳳來峽IC建設中）
- C3東海環狀自動車道（豐田東JCT~山縣IC、大野神戶IC~養老IC、大安IC~新四日市JCT已通車，山縣IC~大野神戶IC、養老IC~大安IC建設中）
- 國道19號（愛知縣名古屋市 - 長野縣長野市）
- 國道22號（愛知縣名古屋市 - 岐阜縣岐阜市）
- 國道41號（愛知縣名古屋市 - 富山縣富山市）
- 國道52號（靜岡縣靜岡市 - 山梨縣甲府市）
- 國道117號（長野縣長野市 - 新潟縣小千谷市）
- 國道141號（山梨縣韮崎市 - 長野縣上田市）
- 國道148號（長野縣大町市 - 新潟縣糸魚川市）
- 國道151號（長野縣飯田市 - 愛知縣豐橋市）
- 國道152號（長野縣上田市 - 靜岡縣濱松市）
- 國道153號（愛知縣名古屋市 - 長野縣鹽尻市）
- 國道156號（岐阜縣岐阜市 - 富山縣高岡市）
- 國道157號（石川縣金澤市 - 岐阜縣岐阜市）
- 國道158號（福井縣福井市 - 長野縣松本市）
- 國道160號（石川縣七尾市 - 富山縣高岡市）
- 國道248號（愛知縣蒲郡市 - 岐阜縣岐阜市）
- 國道256號（岐阜縣岐阜市 - 長野縣飯田市）
- 國道257號（靜岡縣濱松市 - 岐阜縣高山市）
- 國道301號（靜岡縣濱松市 - 愛知縣豐田市）
- 國道304號（石川縣金澤市 - 富山縣南礪市）
- 國道305號（石川縣金澤市 - 福井縣南條郡南越前町）
- 國道359號（富山縣富山市 - 石川縣金澤市）
- 國道360號（富山縣富山市 - 石川縣小松市）
- 國道361號（岐阜縣高山市 - 長野縣伊那市）
- 國道362號（愛知縣豐川市 - 靜岡縣靜岡市）
- 國道363號（愛知縣名古屋市 - 岐阜縣中津川市）
- 國道364號（福井縣大野市 - 石川縣加賀市）
- 國道403號（新潟縣新潟市 - 長野縣松本市）
- 國道415號（石川縣羽咋市 - 富山縣富山市）
- 國道416號（福井縣福井市 - 石川縣小松市）
- 國道417號（岐阜縣大垣市 - 福井縣南條郡南越前町）
- 國道418號（福井縣大野市 - 長野縣飯田市）
- 國道419號（岐阜縣瑞浪市 - 愛知縣高濱市）
- 國道469號（靜岡縣御殿場市 - 山梨縣南巨摩郡南部町）
- 國道470號（石川縣輪島市 - 富山縣礪波市）
- 國道471號（石川縣羽咋市 - 岐阜縣高山市）
- 國道472號（富山縣新湊市 - 岐阜縣郡上市）
- 國道473號（愛知縣蒲郡市 - 靜岡縣牧之原市）
- 國道474號（長野縣飯田市 - 靜岡縣濱松市）

## 新潟縣
- 國道116號（新潟縣柏崎市 - 新潟縣新潟市）
- 國道253號（新潟縣上越市 - 新潟縣南魚沼市）
- 國道290號（新潟縣村上市 - 新潟縣魚沼市）
- 國道350號（新潟縣新潟市 - 新潟縣上越市）
- 國道351號（新潟縣長岡市 - 新潟縣小千谷市）
- 國道402號（新潟縣柏崎市 - 新潟縣新潟市）
- 國道404號（新潟縣長岡市 - 新潟縣上越市）
- 國道460號（新潟縣新發田市 - 新潟縣柏崎市）
- 新潟東西道路（新潟縣新潟市）
- 新潟南北道路（新潟縣新潟市）
- 長岡東西道路（新潟縣長岡市）
- 上越魚沼地域振興快速道路（新潟縣上越市 - 新潟縣南魚沼市）

### 縣道
- 新潟縣縣道列表

### 農道
- 西蒲原廣域農道

### 繞道等
- 新潟市內繞道網
  - 新潟繞道（新潟西繞道、新新繞道）
  - 栗之木繞道
  - 龜田繞道（橫雲繞道、阿賀野繞道）
  - 新津繞道（新津南繞道、小須戶田上繞道、三條北繞道）
  - 卷繞道
  - 白根繞道
- 鵜渡路繞道
- 村上繞道
- 乙繞道
- 荒川道路
- 中條黑川繞道
- 新發田繞道
- 新發田南繞道
- 揚川改良
- 津川繞道
- 國道8號大野道路改良
- 國道8號白根道路改良
- 見附繞道
- 長岡東繞道
- 長岡繞道
- 左岸繞道
- 小千谷繞道
- 西小千谷繞道
- 浦佐繞道
- 五日町繞道
- 六日町繞道
- 二居道路
- 大白倉繞道
- 柏崎繞道
- 直江津繞道
- 上新繞道
- 糸魚川東繞道
- 糸魚川繞道

## 富山縣

### 縣道
- 富山縣縣道列表

## 石川縣
- 國道159號（石川縣七尾市 - 石川縣金澤市）
- 國道249號（石川縣七尾市 - 石川縣金澤市）
- 月浦白尾交流道連絡道路（石川縣河北市 - 石川縣金澤市）
- 金澤東部環狀道（石川縣金澤市）
- 金澤外環狀道路（石川縣金澤市 - 石川縣白山市）
- E86/E41能登里山海道（石川縣金澤市 - 石川縣鳳珠郡穴水町）
- 白山白川鄉白色路（石川縣白山市 - 岐阜縣大野郡白川村）
- 千里濱海岸汽車路（石川縣羽咋郡寶達志水町 - 石川縣羽咋市）

### 縣道
- 石川縣縣道列表

### 金澤市
- 金澤市內的通

## 福井縣
- 國道476號（福井縣大野市 - 福井縣敦賀市）
- 法恩寺山收費道路（福井縣勝山市）
- 三方五湖彩虹線（福井縣三方郡美濱町 - 福井縣三方上中郡若狹町）

### 縣道
- 福井縣縣道列表

### 農道
- 丹南廣域農道（福井縣福井市 - 福井縣越前市）
- 若狹梅街道（福井縣三方郡美濱町 - 福井縣三方上中郡若狹町）
- 若狹西街道（福井縣小濱市 - 福井縣大飯郡高濱町）

### 林道
- 廣域基幹林道栃木山中線

## 山梨縣
- 國道137號（山梨縣富士吉田市 - 山梨縣笛吹市）
- 國道300號（山梨縣富士吉田市 - 山梨縣南巨摩郡身延町）
- 國道358號（山梨縣南都留郡富士河口湖町 - 山梨縣甲府市）

### 縣道
- 山梨縣縣道列表

### 地域高規格道路
- 新山梨環狀道路
- 西關東連絡道路
  - 雁阪隧道收费道路
  - 甲府山梨道路

### 繞道
- 大月繞道（山梨縣大月市）
- 都留繞道（山梨縣都留市）
- 富士見繞道（山梨縣富士吉田市）
- 勝沼繞道（山梨縣甲州市 - 山梨縣笛吹市）
- 甲府繞道（山梨縣笛吹市 - 山梨縣甲斐市）
- 竜王繞道（山梨縣甲斐市）
- 韮崎繞道（山梨縣韮崎市）
- 箕輪繞道（山梨縣北杜市）
- 甲西道路（山梨縣南巨摩郡鰍澤町 - 山梨縣甲斐市）
- 西島繞道（山梨縣南巨摩郡身延町）
- 身延繞道（山梨縣南巨摩郡身延町）
- 南部繞道（山梨縣南巨摩郡南部町）

### 甲府市
- 平和通
- 阿爾卑斯通

## 長野縣

### 廣域
- E19長野自動車道（岡谷JCT~更埴JCT）
- 國道142號（長野縣北佐久郡輕井澤町 - 長野縣諏訪郡下諏訪町）
- 國道143號（長野縣松本市 - 長野縣上田市）
- 國道147號（長野縣大町市 - 長野縣松本市）

### 縣道
- 長野縣縣道列表

### 長野市
- 長野南繞道
- 篠之井繞道
- 長野東繞道
- 縣廳通
- 昭和通

### 繞道
- 妙高野尻繞道（長野縣上水內郡信濃町 - 新潟縣妙高市）
- 野尻繞道（長野縣上水內郡信濃町）
- 長野繞道（長野縣長野市 - 長野縣上水內郡飯綱町）
- 坂城更埴繞道（長野縣千曲市）
- 上田阪城繞道（長野縣上田市 - 長野縣埴科郡坂城町）
- 上田繞道（長野縣東御市 - 長野縣上田市）
- 小諸繞道（長野縣小諸市）
- 輕井澤繞道（長野縣北佐久郡輕井澤町）
- 平賀繞道（長野縣佐久市）
- 臼田野澤繞道（長野縣佐久市）
- 本鄉繞道（長野縣南佐久郡佐久穗町）
- 坂室繞道（長野縣茅野市）
- 諏訪繞道（長野縣茅野市 - 長野縣岡谷市）
- 下諏訪岡谷繞道（長野縣諏訪郡下諏訪町 - 長野縣岡谷市）
- 鹽尻繞道（長野縣鹽尻市）
- 飯田繞道（長野縣飯田市）
- 箕輪繞道（長野縣上伊那郡箕輪町）
- 伊南繞道（長野縣上伊那郡飯島町 - 駒根市）
- 高遠繞道（長野縣伊那市高遠町）
- 伊那繞道（長野縣伊那市 - 長野縣上伊那郡箕輪町）
- 松本繞道（長野縣松本市）

### 農道
- 伊那中部廣域農道（中央阿尔卑斯花之道）
- 伊那南部廣域農道（南信州水果路）
- 伊那西部廣域農道
- 東山山麓廣域農道
- 須高廣域農道（北信濃蘋果之街道）
- 淺間山麓廣域農道（淺間太陽路）
- 上水內北部廣域農道（北信五岳道路）
- 安曇廣域農道
- 鬆鹽廣域農道（阿爾卑斯綠道路）
- 千曲川左岸廣域農道（千曲觀賞線）
- 八岳西麓廣域農道（八岳回波線）

## 岐阜縣

### 縣道
- 岐阜縣縣道列表

### 繞道
- 多治見繞道（國道19號、多治見市）
- 土岐繞道（國道19號、土岐市）
- 瑞浪繞道（國道19號、瑞浪市）
- 惠那繞道（國道19號、惠那市）
- 中津川繞道（國道19號、中津川市）
- 鵜沼繞道（國道21號、各務原市）
- 那加繞道（國道21號、各務原市）
- 岐大繞道（國道21號、岐阜市 - 不破郡垂井町）
- 關原繞道（國道21號、不破郡垂井町 - 同郡關原町）
- 美濃加茂繞道（國道41號、美濃加茂市 - 加茂郡川邊町）
- 岐阜東繞道（國道156號，部分與國道248號重複、羽島郡岐南町 - 岐阜市）
- 可兒繞道（國道248號、可兒市）
- 高富繞道（國道256號、山縣市）
- 德山繞道（國道417號、揖斐郡揖斐川町）

## 靜岡縣

### 廣域
- E70伊豆縱貫自動車道（沼津岡宮IC~函南塚本IC、大仁中央IC~月瀨IC）
- 國道136號（靜岡縣下田市 - 靜岡縣三島市）
- 國道150號（靜岡縣靜岡市清水區 - 靜岡縣濱松市）
- 國道414號（靜岡縣下田市 - 靜岡縣沼津市）

### 縣道
- 靜岡縣縣道列表

### 靜岡市
- 國道149號（清水區清水港 - 清水區大和町）

### 濱松市
- 靜岡縣道65號濱松環狀線（西區坪井町 - 東區安新町）

## 愛知縣

### 廣域
- 國道1號（愛知縣豐橋市 - 愛知縣彌富市）
- 國道19號（愛知縣春日井市 - 愛知縣名古屋市）
- 國道22號（愛知縣名古屋市中區 - 愛知縣一宮市）
- 國道23號（愛知縣豐橋市 - 愛知縣彌富市）
- 國道41號（愛知縣名古屋市中區 - 愛知縣犬山市）
- 國道42號（愛知縣豐橋市 - 愛知縣田原市）
- 國道153號（愛知縣豐田市 - 愛知縣豐田市)
- 國道154號（愛知縣名古屋市港區 - 愛知縣古屋市港區)
- 國道155號（愛知縣常滑市 - 愛知縣彌富市）
- 國道247號（愛知縣名古屋市熱田區 - 愛知縣豐橋市）
- 國道248號（愛知縣蒲郡市 - 愛知縣瀨戶市）
- 國道257號（愛知縣新城市 - 愛知縣豐田市）
- 國道259號（愛知縣豐橋市 - 愛知縣田原市）
- 國道301號（愛知縣豐田市 - 愛知縣新城市）
- 國道302號（愛知縣名古屋市中川區 - 愛知縣名古屋市中川區）
- 國道362號（愛知縣豐川市 - 愛知縣豐橋市）
- 國道363號（愛知縣名古屋市名東區 - 愛知縣瀨戶市）
- 國道366號（愛知縣半田市 - 愛知縣名古屋市緑區）
- 國道419號（愛知縣豐田市 - 愛知縣高濱市）
- 國道420號（愛知縣豐田市 - 愛知縣新城市）
- 國道427號（愛知縣常滑市 - 愛知縣蒲郡市）
- 國道428號（愛知縣常滑市 - 愛知縣蒲郡市）
- 國道473號（愛知縣設樂郡東榮町市 - 愛知縣蒲郡市）
- 國道474號（愛知縣　(建設中)）
- 國道475號（愛知縣豐田市 - 愛知縣豐田市）
- C2名古屋第二環狀自動車道（名古屋南JCT~名古屋西JCT、名古屋IC~上社JCT已通車。名古屋西JCT~飛島IC/JCT建設中。）
- E87知多半島道路（大高出入口~半田IC）
- 南知多道路（半田IC~豐丘IC）
- E87知多橫斷道路（半田中央IC/JCT~臨空IC）
- E87中部國際機場連絡道路（臨空IC~中部國際空港IC）
- 衣浦豐田道路（新林IC~生駒IC）
- 名古屋高速道路（都心環狀線、1號楠線、2號東山線、3號大高線、4號東海線、5號萬場線、6號清須線、11號小牧線、16號一宮線）
- 名古屋瀨戶道路（日進JCT~長久手IC）連接東名高速道路
- 猿投綠色路（八草IC~力石IC）

### 縣道
- 愛知縣縣道列表

### 名古屋市
- 國道154號（愛知縣名古屋港  -  愛知縣名古屋市熱田區）
- 名古屋市道名古屋環狀線
- 名古屋環狀2號線
- 名古屋市道堀田高嶽線（空港線）
- 名古屋市道江川線
- 名古屋市道東海橋線
- 名古屋市道山王線（山王通）
- 錦通
- 櫻通
- 久屋大通
- 廣小路通
- 若宮大通
- 大津通
- 名驛通
- 東山通
- 外堀通
- 女子大小路
- 伏見通
- 前津通